# Ortostato

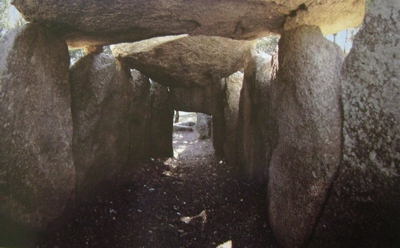
Vista interior del dolmen de la Cova d'en Daina, en Romanyà de la Selva, Gerona. Cuarto-tercer milenio antes de Cristo.

Un ortostato es un bloque o losa vertical, adornada o no, que forma la hilada inferior de un muro. En un dolmen neolítico, los ortostatos forman parcial o totalmente las paredes del monumento funerario megalítico y soportan las losas de la cobertera.

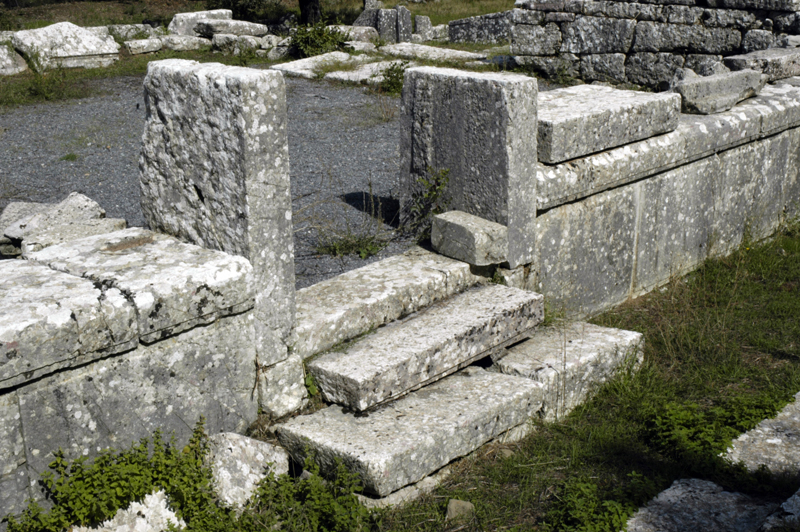
Ortostatos del Templo de Despena en Licosura.

En el contexto de la arquitectura clásica griega, los ortostatos son bloques rectangulares de piedra mucho más altos que gruesos, que generalmente se incluían en la parte inferior de un muro encima de los cimientos de los sillares. Se les llama así porque parecen «estar de pie», en lugar de estar dispuestos de canto en la base de los muros. Es característico de la arquitectura griega utilizar pares de ortostatos para formar el espesor de una pared, uno en el interior y el otro en la cara exterior de la pared. Por encima de una capa de ortostatos, era común disponer una capa de piedras que abarcaba la anchura de la pared, uniendo así sus dos caras (capa de unión).
El término se ha generalizado para la descripción de elementos arquitectónicos de muchas culturas. A veces, rodeado por una moldura simple, el ortostato está generalmente desprovisto de decoración tallada, excepto en unos pocos palacios asirios, como en Dur Sharrukin. 
El término también se utiliza para referirse a piedras colocadas verticalmente, como los menhires megalíticos, o más en general, las piedras individuales que forman parte de una estructura mayor megalítica, tales como corredores cubiertos o componentes verticales de trilitos, como en Stonehenge.